# Hidroarheološko nalazište kod Palmižane
Hidroarheološko nalazište s antičkim brodolomom nalazi se pored hridi Baba, kod Palmižane na otočiću Sv. Klement, u Paklinskim otocima, kod grada Hvara.

## Opis dobra
Kod hridi Baba nalazi se potonuli antički brod.
Pored tereta grube keramike, tu se nalaze i vrlo fini tanjuri, dobro pečeni, ružičasto-crvene glazure sa žigom u obliku rozete koja održava helenističke tradicije. Ta grupa pripada tzv. terra sigillati, i vjerojatno je maloazijske produkcije. To potvrđuje i nalaz tzv. pseudo terra sigillate smeđe boje, dosta loše glazure s grčkim žigom. Nalaz se datira u vrijeme oko sredine 1. stoljeća.

## Zaštita
Pod oznakom RST-0693 zavedeno je kao nepokretno kulturno dobro - arheologija, pravna statusa zaštićena kulturnog dobra, klasificirano kao "podvodna arheološka zona/nalazište".